# Zapotèque de Totomachapan
Le zapotèque de Totomachapan (ou zapotèque de San Pedro Totomachapan, zapotèque de Zimatlán de l'Ouest) est une variété de la langue zapotèque parlée dans l'État de Oaxaca, au Mexique.

## Localisation géographique
Le zapotèque de Totomachapan est parlé dans deux villes de l'État de Oaxaca, au Mexique,.

## Intelligibilité avec les variétés du zapotèque
Le zapotèque de Totomachapan n'est pas intelligible avec les autres variétés de zapotèque.

## Utilisation
En 1990, le zapotèque de Totomachapan est parlé par 260 personnes, principalement des adultes âgés, qui utilisent également l'espagnol.